# Oscar Avogadro
Oscar Avogadro (* 9. August 1951 in Turin; † 30. September 2010 in Mailand) war ein italienischer Liedtexter und Drehbuchautor.

## Leben
Avogadro war Ko-Autor etlicher italienischer Hits wie Loredana Bertès E la luna bussò, Anna Nalicks Lo no und Dori Ghezzis Mergherita non lo sa. Bereits in den 1970er Jahren hatte er mit The ghetto Erfolg, das er mit Albert Radius schrieb. Auch Kinderlieder stammen aus seiner Feder. Für das italienische Fernsehen schrieb er das Drehbuch zur Zeichentrickserie Coco Bill. Im Film Uccelli d'Italia (der italienischen Gruppe Squallor) wirkte er 1984 in einer kleinen Rolle mit.